# Vigneux-Hocquet
 Vigneux-Hocquet  là một xã ở tỉnh Aisne, vùng Hauts-de-France thuộc miền bắc nước Pháp.